# 陳杰 (1957年)
陳杰（1957年10月6日—），臺灣政治人物，現任彰化第五信用合作社理事主席。曾任彰化縣縣議員、彰化市市長、第五、六、七屆立法委員以及財團法人農業信用保證基金董事長。104年4月1日接任彰化第五信用合作社理事主席迄今。
2019年，在2020年中華民國立法委員選舉中，未能於中國國民黨黨內初選勝出，卻自行宣布參選，因而遭到開除黨籍，最後自行宣布退選。

## 選舉紀錄
| 年度 | 選舉屆數               | 選舉區                                 | 所屬政黨   | 得票數    | 得票率 | 當選標記 | 備註 |
| ---- | ---------------------- | -------------------------------------- | ---------- | --------- | ------ | -------- | ---- |
| 1998 | 第十三屆彰化市市長選舉 | 彰化縣彰化市                           | 中國國民黨 | 39,000    | 38.73% |          |      |
| 2001 | 第五屆立法委員選舉     | 彰化縣立法委員選舉區                   | 中國國民黨 | 37,452    | 6.1%   |          |      |
| 2004 | 第六屆立法委員選舉     | 彰化縣立法委員選舉區                   | 中國國民黨 | 48,478    | 7.54%  |          |      |
| 2008 | 第七屆立法委員選舉     | 全國不分區及僑居國外國民立法委員選舉區 | 中國國民黨 | 5,010,801 | 51.23% |          |      |

## 家族
- 母温蔡秀春曾為彰化市老人會第8、9、11、12屆理事長（任職期間自2000年11月2日起至2007年11月1日至及自2012年3月5日起至2020年2月4日止），老人會並附設老人福利互助會。2020年互助會出現財務危機，温蔡秀春遭控涉嫌詐欺，但最終不起訴。[4]
- 妻子陳蔣秀美為第十八屆彰化縣議員[5]
- 弟弟溫國銘，曾任彰化市長，被依貪污圖利罪及公務員登載不實罪判刑。[6][7]2022年4月6日接任中華民國全國總工會理事長迄今。[8]
- 弟媳溫吳麗卿曾代表中國國民黨參選第16屆彰化市長，未當選。[9]
- 妹妹溫由美曾為中國國民黨籍的彰化市民代表。[10]2010年為彰化市長參選人溫吳麗卿賄選而被起訴，[11]2012被判有期徒刑三年二個月，褫奪公權三年。[12]
- 弟弟溫錫金曾為國大代表。[13]
- 姪女溫芝樺為第20屆彰化縣議員[14]
- 姪媳婦黃稜茹為第20屆彰化市市民代表[15]
- 外甥女凌巧芸為第20屆彰化市民代表[16]

## 爭議

### 擅闖民主進步黨競選總部辦公室被稱為「四傻踢館」
2008年於總統大選前夕的3月12日，陳杰、費鴻泰、羅淑蕾及羅明才等四名中國國民黨立委「侵門踏戶」擅闖民主進步黨謝長廷與蘇貞昌之總統副總統候選人競選總部維新館有門禁的辦公室，被控無故侵入他人住宅。此脫軌演出被輿論稱為是濫用立委權責的「四傻踢館」事件，一度造成馬英九選情緊繃，該黨主席吳伯雄只好帶著4名闖禍立委鞠躬8次道歉。

## 外部連結
- 立法院-陳杰委員簡介 （页面存档备份，存于）